# Монтенеродомо
Монтенеродомо (італ. Montenerodomo) — муніципалітет в Італії, у регіоні Абруццо,  провінція К'єті.
Монтенеродомо розташоване на відстані близько 150 км на схід від Рима, 85 км на південний схід від Л'Аквіли, 45 км на південь від К'єті.
Населення — 711 осіб (2014).
Покровитель — San Fedele da Sigmaringa.

## Демографія
Населення за роками:

Станом на 1 січня 2023 року в муніципалітеті офіційно проживало 26 іноземців з 5 країн, серед них 12 громадян країн Євросоюзу.

## Сусідні муніципалітети
- Чивіталупарелла
- Колледімачине
- Гамберале
- Леттопалена
- Палена
- Пеннадомо
- Піццоферрато
- Торричелла-Пелінья